# Senoculus monastoides
Senoculus monastoides is een spinnensoort uit de familie Senoculidae. De soort komt voor in Brazilië.